# Impressora portàtil

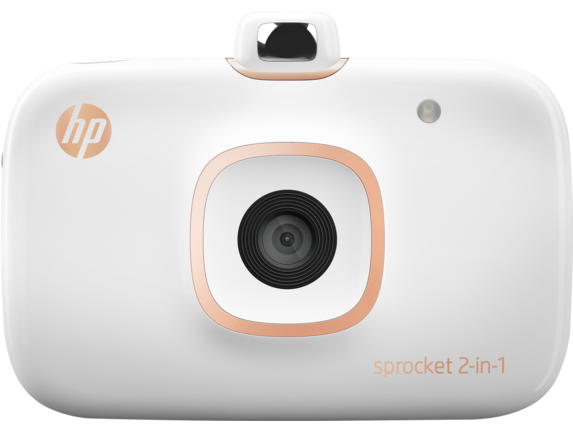
HP Sprockjet 2-in1, model d'una impressora instantània

La impressora portàtil és una impressora de mida reduïda que segons el seu model pot utilitzar tinta o no per imprimir arxius com documents i imatges en color, doble cara i/o escanejar. Aquests arxius els reben a través d'ordinadors, smartphones o tauletes digitals via Wi-Fi o Bluetooth majoritàriament, excepte alguns dissenys que també accepten la connexió per cablejat (USB) o a partir d'una targeta de memòria. Algunes de les impressores portàtils més innovadores són, al mateix temps, càmeres compactes instantànies i es coneixen com a impressores instantànies.
Les impressores portàtils van aparèixer al mercat poc després que es comencés a popularitzar la impressió fotogràfica durant els primers anys del Segle XXI. Es van dissenyar com una alternativa per realitzar fotografies o imprimir-les en una impressora estàndard d'injecció de tinta.
Un impressora portàtil es caracteritza per la seva mida petita que permet el seu fàcil transport i, per conseqüència, la impressió de fotografies o documents en formats estàndards o més reduïts. Aquesta limitació provoca que no estiguin destinades a substituir les impressores estàndards d'injecció de tinta. Les impressores instantànies tenen llargues pantalles de cristall líquid que permeten la navegació i edició de les seves fotografies, igual que un ordinador. Les opcions d'edició són molt avançades, permetent a l'usuari retallar fotos, eliminar ulls vermells, ajustar la configuració del color i altres funcions.

## Models

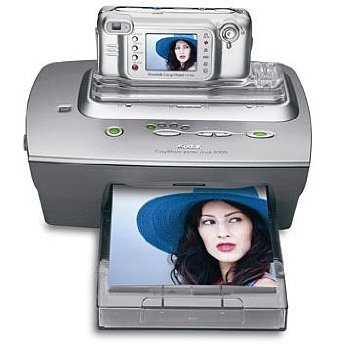
Kodak EasyShare Printer Dock 6000

Les impressores portàtils són proveïdes per la majoria dels principals fabricants d'impressores com Epson, Canon, HP i Kodak, entre altres d'interessants com LG i Polaroid. Encara que ha augmentat la seva popularitat en els darrers anys, encara signifiquen una part petita en el mercat d'impressores. Alguns dels seus models són els següents:

### Kodak Easy Share Printer Dock 6000
El primer model d'impressora portàtil de l'empresa Kodak va ser la Kodak Easy Share Printer Dock 6000, del 2005. Consistia una impressora reduïda que imprimia les fotografies d'una càmera que es col·locava sobre aquesta, en un suport que connectava la impressora amb la càmera digital. Així doncs, no calia la utilització d'un ordinador o telèfon, sinó una sèrie de botons dels quals disposava la impressora. La seva velocitat era de 1,5 minuts tant en monocroma i com en color i la mida de les imatges era de 6 x 4 polzades.

### Epson Workforce WF-100W
La Epson Workfocre WF-100W o C11CE05402 és una impressora petita molt flexible, lleugerament més gran que una capsa de mocadors i de 1,6 kg que imprimeix en fulls DIN A4. Presenta dues característiques ideals per al seu transport en viatges com són la connexió Wi-Fi, que deixa connectar-se des d'un portàtil o un mòbil, i una bateria interna. En aquest cas, no es tracta d'una impressora instantània que permeti realitzar fotografies, sinó que imprimeix imatges i documents en bona qualitat i en diferents opcions a escollir: color, blanc i negre,... però no en doble cara. Utilitza tinta i disposa d'una tapa de plàstic que protegeix aquelles zones més vulnerables, d'una pantalla i de tecles de selecció. La bateria es carrega amb un cable USB i la impressora té una capacitat de 20 fulls aproximadament.

### Canon PIXMA iP110
La impressora portàtil Canon PIXMA iP110 té l'habilitat de connectar-se a portàtils, mòbils i tauletes sense fils o via USB si es prefereix. Inclou l'Access Point de Canon, que permet la connexió Wi-Fi als aparells anteriors sense la necessitat d'un router. Pel que fa als mòbils, permet imprimir tant en sistemes Android com iOS a través de la seva aplicació i, fins i tot, del núvol (PIXMA Cloud Link). Té una capacitat de 50 fulls, una bateria recarregable opcional i pesa 2 kg. Utilitza tinta, té una alta resolució fotogràfica (de 9600 ppp) i la mida de les fotografies és de 10x15 cm. També imprimeix documents, amb PIXMA Cloud Link des de serveis com Dropbox, Google Drive, OneDrive o Evernote.

### HP Officejet 100
HP Officejet 100 és la primera impressora portàtil de l'empresa HP que té un pes de 4 kg, cosa que indica la seva capacitat elevada de fulls, una mica més de 50, i el seu gran volum, en comparació amb la resta d'impressores portàtils. També presenta una bateria recarregable i connexió via Bluetooth, no Wi-Fi. Permet una autonomia duradora, bona capacitat de cartutxos de tinta, ja que també n'utilitza, i sobretot una gran qualitat en la impressió de texts i les imatges. És compatible en dispositius Android, Windows i iOS.

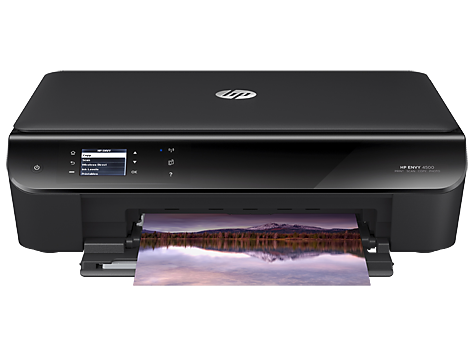
Impresora multifunció portàtil HP ENVY 4500

### HP Envy 4500
Cal destacar la primera impressora multifunció portàtil, la HP Envy 4500, d'uns 5 kg de pes i amb alta velocitat d'impressió, connexió Wi-Fi (a més de USB) i impressió en doble cara. La seva multifuncionalitat li permet també escanejar, ser intuïtiva i disposar d'una pantalla de control, amb botons de navegació i estats de connexió. Es tracta d'una impressora d'injecció de tinta, amb una capacitat de 100 fulls i una baixa qualitat d'imatge, en comparació a les anteriors.

### Polaroid PoGo

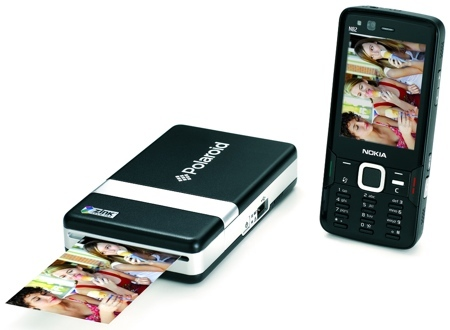
Polaroid PoGo

La impressora portàtil Polaroid PoGo és la primera impressora de mida de butxaca que imprimeix fotografies en 1 minut sense necessitat de tinta. Realitza només imatges en monocroma o en color a través de càmeres digitals i telèfons mòbils sense utilitzar cablejat, via Bluetooth (tot i que sempre existeix l'opció USB). Pesa 226 g, incorpora una bateria recarregable de 7,2 V i un adaptador al corrent i ocupa un volum de 120 mm d'altura x 72 mm d'amplada x 23,5 mm de profunditat. La característica principal d'aquesta impressora portàtil és l'ús d'un tipus de paper, el ZINK, material resistent que conté cristalls de tinta groga, magenta i cian, els quals s'activen a partir de 200 milions d'impulsos tèrmics en 30 s, en una sola passada. Aquesta tecnologia permet a la Polaroid PoGo no haver de necessitar cartutxos de tinta, cosa que fa el ZINK més ecològic i segur pel medi ambient. Abans d'imprimir, el ZINK Photo Paper (normalment de 5 x 7,5 cm) presenta el mateix aspecte que un paper fotogràfic blanc. Aquest paper permet una resolució molt alta, és durador, resistent a l'aigua, i no sensible a la llum. Semblant a aquest tipus d'impressora tant reduïda, sorgiren seguidament altres models d'empreses com la LG Photo Printer o la HP Sprocket, aquesta última també compta amb un últim model, la HP Sprocket 2-in-1, que és al mateix temps, una càmera compacta instantània i una impressora portàtil a la qual es pot connectar via Bluetooth a través d'un telèfon intel·ligent.